# Fokus (Luxemburg)
Fokus ist eine zentristische Partei in Luxemburg.

## Geschichte
Die Partei wurde vom ehemaligen CSV-Parteipräsidenten Frank Engel, dem ehemaligen Generalsekretär der DP, Marc Ruppert, sowie Gary Kneip (ebenfalls vorher DP) und dem Ex-Grünen Luc Majerus im Februar 2022 gegründet.

## Ausrichtung
Die Partei beschreibt sich laut eigenen Aussagen als pragmatisch und ideologiefrei und verortet sich in der politischen Mitte.

## Wahlen
Fokus trat bei den Kommunalwahlen 2023 in Luxemburg-Stadt (2,4 %), Differdingen (2,3 %) und Sassenheim (2,7 %) an, konnte jedoch keine Mandate erzielen.
Zur Kammerwahl 2023 trat die Partei mit Frank Engel als Spitzenkandidat an und erzielte 2,6 %.

### Kammerwahlen
| Jahr | %   | Sitze |
| ---- | --- | ----- |
| 2023 | 2,6 | 0/60  |

### Europawahlen
| Jahr | %   | Sitze |
| ---- | --- | ----- |
| 2024 | 1,6 | 0/6   |